# 内蒙古自治区革命委员会
内蒙古自治区革命委员会是1967年11月至1979年12月间内蒙古自治区的省级国家行政机关。

## 历任领导

### 前期
- 时间：1967年11月－1977年12月
- 主任：滕海清（－1971年5月） → 尤太忠（1971年5月－）
- 副主任：吴涛、高锦明、霍道余、徐信（1971年5月－）、邓存伦（1971年5月－）、赵紫阳（1971年5月－）、滕俊清（1971年5月－）、倪子文（1971年5月－）、宝日勒岱（1971年5月－）、沈新发（1971年5月－）、李树德（1972年1月－）、王铎（1975年2月－）、邵子言（1975年2月－）、刘景平（1975年2月－）、池必卿（1975年7月－）

### 后期
- 时间：1977年12月－1979年12月
- 主任：尤太忠（－1978年10月） → 孔飞（1978年10月－）
- 副主任：池必卿、宝日勒岱、刘景平、滕俊清、沈新发、王铎、邵子言、孟琦、乌恩、侯永、张鹏图、姜习、赵军、云世英、周惠、李文、王逸伦、彭梦庾